# San Luis Acatlán
San Luis Acatlán è un centro abitato del Messico, situato nello stato di Guerrero, capoluogo dell'omonimo comune.